# Enoplolaimus denticulatus
Enoplolaimus denticulatus är en rundmaskart som beskrevs av Suzanne I. Warwick 1970. Enoplolaimus denticulatus ingår i släktet Enoplolaimus och familjen Enoplidae. Inga underarter finns listade i Catalogue of Life.